# Tanaostigmatidae
I Tanaostigmatidi (Tanaostigmatidae Howard, 1890) sono una piccola famiglia di insetti (Hymenoptera Chalcidoidea). A differenza della maggior parte dei Calcidoidi, questa famiglia comprende specie fitofaghe galligene.

## Generalità
Si tratta di una piccola famiglia di Calcidoidi morfologicamente affini agli Eupelmidi e agli Encirtidi dai quali si distinguono per avere il prepetto convesso invece che piatto e i notauli del mesoscuto sempre presenti e convergenti posteriormente.
Sono presenti in regioni tropicali e subtropicali.

## Descrizione
I Tanaostigmatidi hanno un corpo di piccole dimensioni, in genere lungo da 1 a 4 mm, di colore vario, talvolta metallico.

Il prepetto è ben sviluppato e convesso e posteriormente si proietta per sovrapporsi ai lati del pronoto in modo tale da essere ben visibile anche dal dorso apparendo come una spalla. Le mesopleure sono ben sviluppate, indivise e convesse. Al loro margine posteriore si inseriscono le coxe del secondo paio di zampe. Il mesoscuto è percorso dai due notauli ben delineati e che s'incontrano posteriormente, in prossimità del margine del mesoscuto, formando un caratteristico disegno a V o a Y. Le ali hanno in genere la vena marginale della stessa lunghezza di quella stigmale. I tarsi sono formati da 5 articoli.

L'addome è subsessile e con terebra non sporgente.

## Biologia
In generale sono fitofagi che si sviluppano in galle formate su steli, foglie, fiori e semi di piante legnose, spesso della famiglia delle Leguminose. Meno frequentemente si sviluppano a spese di semi senza formare galle, oppure si possono ritrovare come commensali all'interno di galle di Ditteri Cecidomidi.
L'unica specie entomofaga descritta in questa famiglia sarebbe Cynipencyrtus flavus, la cui larva è un parassitoide associato a Imenotteri Cinipedi galligeni, tuttavia la collocazione di questa specie fra i Tanaostigmatidae non è universalmente accettata.

## Sistematica
Considerati fino agli anni ottanta una sottofamiglia degli Eupelmidi, i Tanaostigmatidi costituiscono una piccola famiglia, comprendente circa 90 specie distribuite in 9 generi.